# Adisura aerugo
Adisura aerugo är en fjärilsart som beskrevs av Felder 1874. Adisura aerugo ingår i släktet Adisura och familjen nattflyn. Inga underarter finns listade i Catalogue of Life.

## Bildgalleri

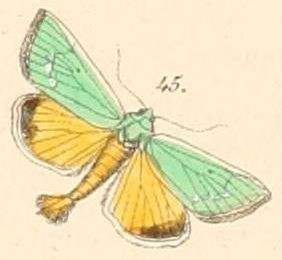